# Речна флотила пољске морнарице
Речна флотила пољске морнарице ( пољ. Flotylla Rzeczna Marynarki Wojennej    ), познатија као Пинска флотила, била је унутрашња грана пољске морнарице која је деловала на реци Вистула и на подручју Пинскских мочвара ( Дњепар-Бугски канал ) између пољско-бољшевичког и Другог светског рата . Под командом Витолд Зајацзковски флотила је била активана у инвазији на Пољску и борила се против њемачких и совјетских снага.

## Историја
Током пољско-бољшевичког рата, Пинске мочваре су се показале готово непролазним трупама са обе стране. Недостатак путева и железница представљао је озбиљну опасност за пешадију и коњицу, које би лако могле да пресеку и непријатељ и временске прилике. Због тога је низ речних посматрача изграђено или набављено од приватних власника и наоружане. Кориштени су на реци Припјат, као и у њеном обимном сливу. Након рата, неки су бродови враћени власницима, остали су остали на активној служби и притиснути су у такозвану Пинску флотилу.
У мирним временима речна флотила пољске морнарице, како се званично звала, деловала је на реци Пини ( Дњепар-Бугарски канал ), као и на рекама Припјат и Струмиен. Служила је као покретна резерва Граничног одбрамбеног корпуса и требала је подржати фронт у случају рата са Совјетским Савезом. Пре инвазије на Пољску, неколико бродова речне флотиле премештено је у Вислу као одред и постало је Oddział Wydzielony Rzeki Wisły, познатији као Вистила Флотиља .
У пољским оперативним плановима, Пинска флотила је требала да формира мобилну стратешку резерву Пољске војске на том подручју и да чини језгро снага које бране подручје Пинског мочвара. Пољски главни заповједник и пољски маршал Edward Rydz-Śmigły предвиђао је да ће то подручје пољска војска искористити за посљедње стајалиште, гдје ће дочекати олакшање западног фронта од савезника Пољске. Међутим, инвазија на Пољску 17. септембра 1939. учинила је планове застарелим.
За време акција против Совјета и Немаца, већина њихових бродова су потунули њихове посаде како би избегли заробљавање 1939-40 године. Већина их је премештена, поправљена, наоружана и укључена у совјетску Пинску морнаричку флотилу (1940). Учeствовали су активно у биткама у Другом светском рату, али су углавном уништени 1941. године.